# نادي الأنصار لكرة السلة
الأنصار (بالإنجليزية: Al-Ansar)‏ هو فريق كرة سلة سعودي تأسس في 2003 يقع في المدينة المنورة، منطقة المدينة المنورة، السعودية. يلعب في الدوري السعودي الممتاز لكرة السلة.

## البطولات
- كأس الأمير فيصل بن فهد لكرة السلة 2012-13 [1]
- كأس الأمير فيصل بن فهد لكرة السلة 2011-12 [2]
- كأس الأمير فيصل بن فهد لكرة السلة 2010-11 [3]
- كأس الأمير فيصل بن فهد لكرة السلة 2008-09 [4]
- كأس الأمير فيصل بن فهد لكرة السلة 2007 [5]

## وصلات خارجية
- الموقع%20الإلكتروني